# Edson Felipe da Cruz
Edson Felipe da Cruz (Touros, 1º luglio 1991) è un calciatore brasiliano, centrocampista del Botafogo-SP.

## Caratteristiche tecniche
È un mediano.

## Carriera
Cresciuto nelle giovanili dell'ABC, ha esordito in prima squadra il 28 agosto 2009 in occasione del match di campionato perso 1-0 contro il Figueirense.